# Bataille d'Anchialos (708)
Pour les articles homonymes, voir Bataille d'Anchialos (homonymie).
Guerres byzantino-bulgares
Batailles
- Ongal (680)
- Anchialos (708)
- Marcellae (756)
- Lithosoria (774)
- Marcellae (792)
- Serdica (809)
- Pliska (811)
- Versinikia (813)
- Mesembria
- Guerre de 894 - 896
  - Bulgarophygon
- Guerre de 913 - 927
  - Anchialos (917)
  - Pegae (921)
- Guerre de 970 - 1018
  - Portes de Trajan (986)
  - Thessalonique (995)
  - Passe de Kleidion (1014)
  - Bitola (1015)
- Ostrovo (1040)
- Klokotnica (1230)
- Andrinople (1254)
- Devina (1279)
- Skafida (1304)
- Rusokastro (1332)

La bataille d’Anchialos (en bulgare : Битка при Анхиало) opposa en 708 l’empire byzantin de Justinien II (r. 685 à 695, puis de 705 à 711) au khanat bulgare du Danube du khan Tervel (r. 701 à 718 ou de 700 à 721 selon les sources). La bataille eut lieu entre les villes d’Anchialos (aujourd’hui Pomorié en Bulgarie) et Pyrgos (aujourd’hui Bourgas en Bulgarie) et se termina par une nette victoire bulgare.

## Le contexte

Monogramme d’Asparoukh.

Dans la deuxième moitié du VIIe siècle, les Bulgares qui habitaient les terres situées entre le Danube inférieur et la mer d'Azov furent attaqués par les Khazars. Une partie du peuple, sous la direction d’Asparoukh, fils du khan Kubrat, quitta la « Grande Bulgarie » pour s’établir dans la partie nord du delta du Danube,.  Passant outre à l’interdiction de franchir le fleuve, les Bulgares commencèrent à razzier les territoires byzantins. Déjà en guerre avec les Arabes qui assiégeaient Constantinople, ce n’est qu’en 680/681 l’empereur Constantin IV (r. 668 – 685) put tenter de mettre fin à leurs raids. Il réussit dans un premier temps à les repousser vers leurs fortifications au nord du Danube où il les encercla. Mais, souffrant de goutte, il dut quitter l’armée pour se faire soigner à Mesembria; croyant que l’empereur les avait abandonnées, les troupes byzantines commencèrent à déserter. Profitant de l’occasion, les Bulgares parvinrent à battre leurs adversaires à la bataille d’Ongala en 680, à la suite de quoi, Asparoukh commença l’invasion de la Mésie et de la Thrace byzantine, avançant jusqu’à Varna,. Devant la force de son adversaire, Constantin IV décida de conclure un traité, reconnaissant ainsi de fait le nouvel empire et s’engageant à lui payer un tribut annuel, Selon la tradition, on devrait à Asparoukh la création des deux centres de Pliska qui devint la nouvelle capitale et de Drăstăr, ainsi que d’une partie du mur frontalier allant du Danube à la mer Noire.  Sous son règne et celui de son successeur, le khan Tervel (r. 700-721), l’Empire bulgare devait devenir une des premières puissances de la région. 
À Constantinople, Justinien II (r. 685-695 et 705-711 ) succéda à Constantin IV en 685. Après une première confrontation avec les Arabes en Arménie,Justinien parvint à signer une série de traités avec le calife Abd al-Malik ibn Marwan en 688,.  Mettant à profit cette paix à l’Est, Justinien tenta de reprendre le contrôle des Balkans devenus territoires slaves et bulgares. En 687, il transféra les troupes d’Anatolie vers la Thrace et, au cours d’une campagne en 688-689, put défaire les Bulgares en Macédoine et entrer dans Thessalonique, alors la deuxième plus importante ville byzantine en Europe,.
Toutefois, la politique intérieure de Justinien devait avoir moins de succès. Son gouvernement réussit à lui aliéner l’aristocratie alors que ses incessantes campagnes militaires et sa politique de construction monumentale accroissait les charges fiscales de la population ,. À la fin de 695 une révolte militaire conduite par un ex-général, Léontius, chassa Justinien du trône. Déchu, l’empereur eut le nez coupé (d’où son surnom de Rhinotmetos, c.a.d. « au nez coupé ») et fut exilé à Cherson en Crimée. De là, il trouva d’abord refuge chez les Khazars où le kaghan Busir lui donna sa sœur comme épouse , puis chez le khan des Bulgares, Tervel, grâce à l’aide duquel il put rentrer à Constantinople en 705 et retrouver son trône,. En récompense pour son aide, Tervel reçut le titre de « césar », lequel pour  n’être qu’honorifique faisait de celui-ci le deuxième personnage en importance de l’empire. Ce dernier retourna chez lui avec d’importantes sommes d’or, d’argent et de soie en plus de s’être vu remettre le territoire stratégiquement important de Zagore entre ce qui est aujourd’hui Stara Zagora, Sliven et la mer Noire.  Pourtant, trois ans plus tard, Justinien se tourna contre son bienfaiteur et marcha contre la Bulgarie, probablement pour reprendre Zagore.

## La bataille

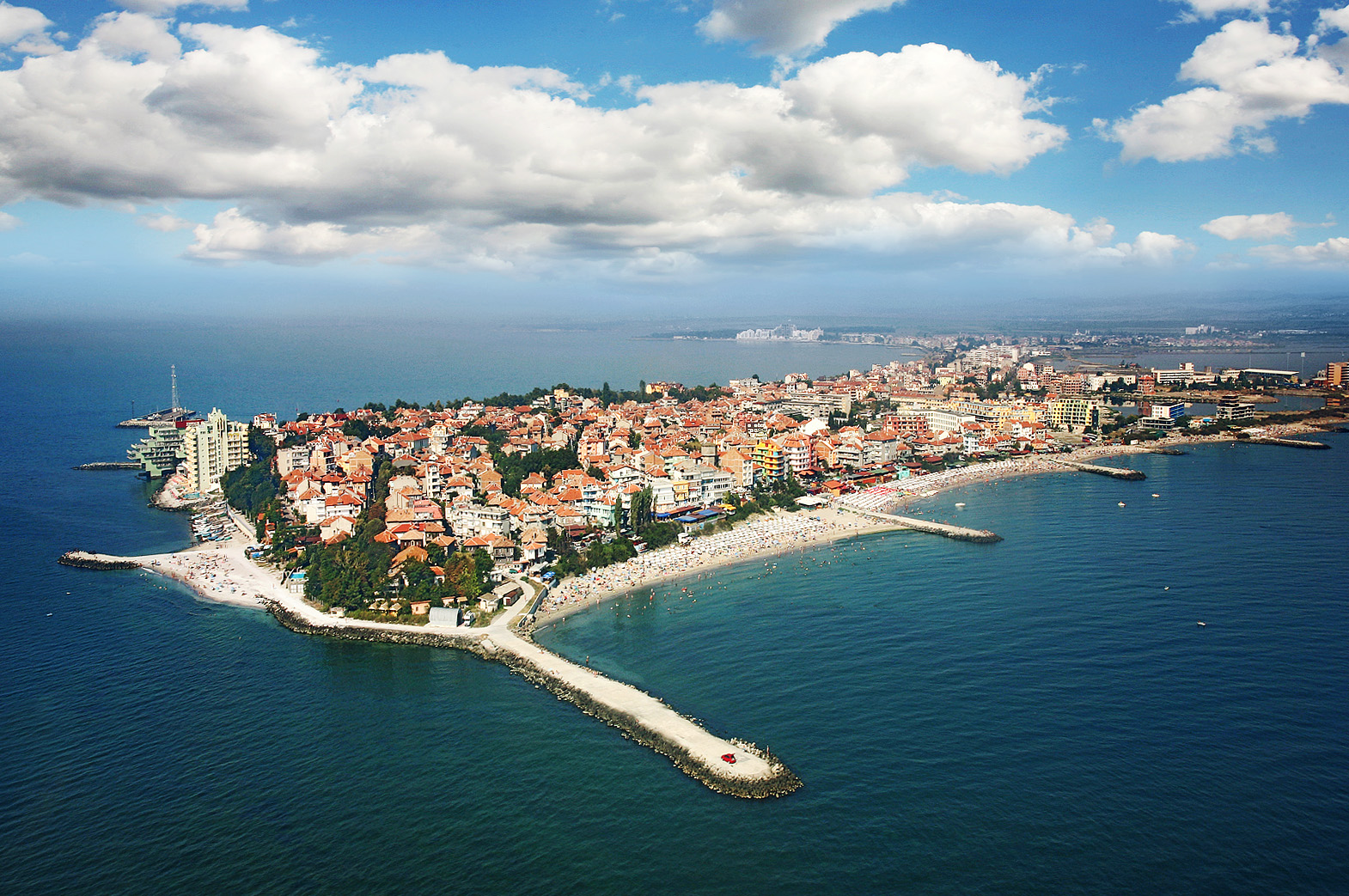
La presqu’ile de Pomorié, telle qu’elle apparait aujourd’hui.

En 708 donc, un détachement de cavalerie byzantine atteignit Anchialos (en grec : Ἀγχίαλος, près de ce qui est aujourd’hui Pomorié). Arrivés par mer, les Byzantins établirent leur camp à proximité de la ville fortifiée sans se douter de la présence de l’armée bulgare dissimulée à leur vue par les monts environnants.
Assurés de leur supériorité, les Byzantins ne prirent pas la précaution de protéger leur camp. Alors que les troupes de Justinien étaient occupées à trouver des provisions dans les environs, elles furent attaquées par la cavalerie bulgare. En même temps, l’infanterie bulgare se précipita sur le camp démuni. Cette attaque surprise causa de lourdes pertes à l’armée impériale qui perdit une bonne partie de ses chevaux et de son armement. L’empereur lui-même fut l’un des rares qui réussit à se retrancher avec une petite partie de ses troupes dans le camp qu’il quitta subrepticement trois jours après l’attaque pour retourner à Constantinople,. 

## Les suites
Après cette défaite des Byzantins, Zagore devait demeurer pendant des siècles possession des Bulgares qui établissaient ainsi leur domination dans ce nouveau territoire au sud des Balkans. 
Quant à Justinien, le régime de terreur qu’il institua lui valut la réprobation générale. Après avoir envoyé une expédition punitive contre Ravenne pour se venger de l’attitude hostile de ses habitants au cours de son premier règne, il entreprit une nouvelle expédition, fin 709 ou début 710, cette fois contre Cherson, le lieu de son premier exil. Le règlement de comptes y fut si cruel que la population se révolta, révolte qui gagna bientôt la flotte et l’armée impériale. Le soulèvement reçut l’appui des Khazars qui avaient entretemps étendu leur domination sur l’ensemble de la péninsule de Crimée, . À nouveau, Justinien dut en 711 requérir l’aide de Tervel, lequel se rappelant l’attaque contre Anchialos, ne lui envoya que 3 000 hommes. Un haut fonctionnaire du nom de Bardanès qui se trouvait alors avec les troupes fut proclamé empereur sous le nom de Philippicos. Celui-ci entra sans encombre à Constantinople que Justinien avait quitté pour aller écraser une nouvelle rébellion à Sinope. Un détachement envoyé par Bardanès rejoignit rapidement l’empereur qui fut arrêté et décapité ,. Les Bulgares qui se trouvaient avec lui reçurent la permission de regagner leurs foyers sans être inquiétés. Tervel pour sa part profita des désordres régnant à Constantinople pour ravager la Thrace en 712, ravageant celle-ci jusque dans le voisinage de Constantinople. 

### Sources primaires
- Bahši Iman, Džagfar Tarihy, vol. III, Orenburg 1997.

- Nikephoros Patriarch of Constantinople, Short History, C. Mango, ed., Dumbarton Oaks Texts 10, 1990.

- Théophane le Confesseur. Chronographia. Leipzig, éd. de Boor, 2 vol., 1883-1885 (avec la transcription d’Anastase le bibliothécaire).

- Théophane le Confesseur. Chronographie : Extraits sur les Bulgares. Œuvre numérisée  par Marc Szwajcer. [en ligne] http://remacle.org/bloodwolf/historiens/theophane/chronographie.htm.

### Sources secondaires
- (bg) Andreev, Jordan; Ivan Lazarov, Plamen Pavlov, Koj koj ev srednovekovna Bălgarija, Sofia 1999.

- (fr) Bréhier, Louis. Vie et mort de Byzance, Paris, Albin Michel, 1969 [1946].

- (en) Fine, John V. A. The Early Medieval Balkans, Ann Arbor, 1983.

- (en) Jenkins, Romilly J.H.Studies on Byzantine History of the Ninth and Tenth Centuries, Variorum Reprints, 1970.  (ISBN 978-0-902-08907-5).

- (en) Kazhdan, Alexander, ed. Oxford Dictionary of Byzantium, Oxford University Press, 1991, 3 vol.  (ISBN 978-0-19-504652-6).

- (bg) Moskov, Mosko. Imennik na bălgarskite hanove (novo tălkuvane), Sofia 1988.

- (en) Norwich, John Julius. Byzantium: The Early Centuries, Penguin, 1990.  (ISBN 0-14-011447-5).

- (fr) Ostrogorsky, Georges. Histoire de l’État byzantin. Paris, Payot, 1983 [1956],  (ISBN 2-228-07061-0).

- (bg) Пейчев, Атанас и колектив, 1300 години на стража, Военно издателство, София 1984.

- (en) Treadgold, Warren. A History of Byzantine State and Society. Stanford (California), Stanford University Press, 1997.  (ISBN 978-0-804-72630-6).

- (bg) Zlatarski, Basile. История на Първото българско Царство. Епоха на хуно-българското надмощие с. 188, pp. 176-209.